# Eupithecia gelidata
Eupithecia gelidata is een nachtvlinder uit de familie van de spanners (Geometridae).
De spanwijdte van deze vlinder is 17 tot 22 millimeter. De grondkleur is donkergrijs met nog iets donkerder dwarslijnen. 
De soort gebruikt Rhododendron tomentosum als waardplant. Vermoedelijk is er ook een andere waardplant, want in Noorwegen en Zweden is de soort waargenomen in gebieden waar R. tomentosum niet voorkomt. De rups is te vinden in juli en augustus. De soort vliegt in een jaarlijkse generatie van juni tot halverwege juli. De pop overwintert.
De soort komt voor in het noorden van Noord-Amerika, inclusief Groenland, het noorden van Rusland, Scandinavië en het noorden van Centraal-Europa.